# Mario Samson
Mario Samson – maurytyjski zapaśnik walczący w stylu wolnym. Zajął czwarte miejsce na igrzyskach afrykańskich w 1991, szóste w 1995, siódme w 1987. Czwarty na mistrzostwach Afryki w 1990, piąty w 1993. Srebrny medalista igrzysk Wysp Oceanu Indyjskiego w 1990 i 1998 roku.